# Joe (cantant)
Joseph Lewis Thomas, més conegut pel nom artístic de Joe, (Columbus, Georgia, 5 de juliol de 1973), és un cantant de R&B i hip-hop estatunidenc. Joe ha col·laborat en projectes musicals amb diversos artistes. Algunes de les seves col·laboracions més importants són el senzill "Thank God I Found You" de la cantant Mariah Carey, i el senzill "Wanna Get to Know You" del grup de hip-hop G-Unit. Algunes de les influència musicals de Joe són Marvin Gaye i Stevie Wonder, ja que, quan ell era petit, va escoltar les cançons d'aquests artistes de música soul i Rhythm and blues.

## Àlbums
- Everything (1993)
- All That I Am (1997)
- My Name Is Joe (2000)
- Better Days (2001)
- And Then... (2003)
- Ain't Nothin' Like Me (2007)
- Joe Thomas, New Man (2008)
- Signature (2009)

## Guardons
Nominacions
- 2001: Grammy al millor àlbum de R&B
- 2003: Grammy al millor àlbum de R&B